# Hiatus Kaiyote
Hiatus Kaiyote es un cuarteto de neo soul formado en Melbourne, Australia  en 2011. Sus integrantes son Nai Palm, Paul Bender, Perrin Moss y Simon Mavin. 

## Biografía
El proyecto comenzó cuando Nai Palm, vocalista y compositora del grupo, conoció al productor y bajista, Paul Bender, el cual organizó todas las composiciones y contactó con otros músicos para llevar a cabo las grabaciones. El grupo se constituyó finalmente en 2011, con la adición de los dos últimos miembros, Perrin Moss (batería) y Simon Mavin (teclados), los cuales Palm conoció en la escena musical australiana. Su álbum debut, Tawk Tomahawk, fue publicado de forma independiente y gratuita en línea, ganando la atención y admiración de artistas como Erykah Badu o Questlove. Debido a la reciente popularidad del grupo, el productor ejecutivo Salaam Remi los fichó y, en colaboración con Sony Music, les ofreció un contrato discográfico con la filial de Sony, Flying Buddha.
En 2012, el grupo volvió a publicar su álbum debut, esta vez a través del sello discográfico e incluyendo una colaboración con el rapero Q-Tip.
En 2013, fueron nominados a un Grammy a la mejor interpretación de R&B por su canción "Nakamarra", junto a Q-Tip, la cual forma parte de su álbum debut. Sin embargo, el premio lo obtuvo la canción "Something" de Snarky Puppy y Lalah Hathaway.
Palm y Moss no tienen formación musical profesional, a diferencia de Bender y Mavin, los cuales han estudiado música clásica y jazz.
En 2014 la banda inició una gira con tres coristas adicionales: Jace, Loreli, y Jay Jay.
El grupo publicó su segundo álbum, Choose Your Weapon, el 1 de mayo de 2015. El portal de críticas Metacritic le otorgó al álbum una media de 87 puntos sobre 100, basándose en 7 críticas, considerándolo 'universalmente aclamado'.  El 9 de mayo de 2015, Choose Your Weapon debutó en la posición número 22 en la lista de álbumes australianos.
El 16 de marzo de 2021, la banda lanzó el sencillo "Get Sun", junto a Arthur Verocai como adelanto de su próximo disco, "Mood Valiant", que salió el 25 de junio de 2021. El 27 de abril publicaron "Red Room" en las redes sociales y el 8 de junio su tercer sencillo llamado "Chivalry Is Not Dead".

## Miembros
- Nai Palm: Voz, guitarra, composición musical
- Paul Bender: Bajo
- Perrin Moss: Batería, producción musical
- Simon Mavin: teclado, sintetizador[7]

## Discografía
LP
- Tawk Tomahawk (2012)
- Choose Your Weapon (2015)
- Mood Valiant (2021)
- Love Heart Cheat Code (2024)

EPs
- By Fire (2014)

Sencillos
- Live in Revolt (2013)